# Синняр
Синняр — река в России, протекает по Каменскому району Пензенской области. Устье реки находится в 19 км по правому берегу реки Атмис. Длина реки составляет 13 км. Высота устья — 173 м над уровнем моря.

## Данные водного реестра
По данным государственного водного реестра России относится к Окскому бассейновому округу, водохозяйственный участок реки — Мокша от истока до водомерного поста города Темников, речной подбассейн реки — Мокша. Речной бассейн реки — Ока.
Код объекта в государственном водном реестре — 09010200112110000026974.